# Ashes Tour 1920/21
Die Ashes Tour 1920/21 war die Tour der englischen Cricket-Nationalmannschaft, die die 23. Austragung der Ashes beinhaltete, und wurde zwischen dem 17. Dezember 1920 und 1. März 1921 durchgeführt. Die Ashes Series 1920/21 selbst wurde in Form von fünf Testspielen zwischen Australien und England ausgetragen. Austragungsorte waren jeweils australische Stadien. Die Tour beinhaltete neben der Testserie eine Reihe weiterer Spiele zwischen den beiden Mannschaften im Winter 1920/21. Australien gewann die Serie 5–0.

## Vorgeschichte
Für beide Mannschaften war es die erste Tour der Saison.
Das letzte Aufeinandertreffen der beiden Mannschaften bei einer Tour fand in der Saison 1912 in England statt. Es waren die ersten Tests seit dem Ende des Ersten Weltkriegs.

## Stadien
Die folgenden Stadien wurden für die Tour als Austragungsort vorgesehen.
| Stadion                  | Stadt     | Kapazität | Spiele       |
| ------------------------ | --------- | --------- | ------------ |
| Adelaide Oval            | Adelaide  | 53.583    | 1. Test      |
| Melbourne Cricket Ground | Melbourne | 100.024   | 2. & 4. Test |
| Sydney Cricket Ground    | Sydney    | 48.000    | 1. & 5. Test |

## Kaderlisten
Die Mannschaften benannten die folgenden Kader.
| Test | Test |
| Australien | England |
| --- | --- |
| - Warwick Armstrong (K) - Warren Bardsley - Sammy Carter (wk) - Herbie Collins - Jack Gregory - Charles Kelleway - Charles Macartney - Arthur Mailey - Ted McDonald - Bert Oldfield (wk) - Roy Park - Nip Pellew - Jack Ryder - Johnny Taylor | - Johnny Douglas (K) - Arthur Dolphin (wk) - Percy Fender - J. W. Hearne - Patsy Hendren - Bill Hitch - Jack Hobbs - Harry Howell - Harry Makepeace - Ciss Parkin - Wilfred Rhodes - Jack Russell - Bert Strudwick (wk) - Abe Waddington - Rockley Wilson - Frank Woolley |

## Tests

### Erster Test in Sydney
| 17. – 22. Dezember Scorecard | Sydney | Australien 267 (114.5) & 581 (192.3) | – | England 190 (59.1) & 281 (102.5) |
|                              |        | Australien gewinnt mit 377 Runs      |   |                                  |

Australien gewann den Münzwurf und entschied sich als Schlagmannschaft zu beginnen. Für sie bildeten die Eröffnungs-Batter Charles Macartney und Herbie Collins eine Partnerschaft. Macartney schied nach 19 Runs aus und der ihm folgende Warren Bardsley nach 22 Runs. Nachdem Charles Kelleway ins Spiel gekommen war, schied Collins nach einem Fifty über 70 Runs aus. Ihm folgte Warwick Armstrong und nachdemKelleway 33 Runs erzielte, verlor auch Armstrong nach 12 Runs sein Wicket. In der Folge formten Johnny Taylor und Nip Pellow eine weitere Partnerschaft. Taylor erreichte 34 Runs und Pellow 36 Runs, woraufhin der Tag beim Stand von 250/8 endete. Am zweiten Tag erreichte Arthur Mailey 10* Runs als das letzte Wicket fiel. Bester englischer Bowler war J. W. Hearne mit 3 Wickets für 77 Runs. Für England formte Eröffnungs-Batter Jack Hobbs zusammen mit dem dritten Schlagmann J. W. Hearne eine Partnerschaft. Hearne schied nach 14 Runs aus und wurde durch Patsy Hendren ersetzt. Hobbs gelangen 49 Runs, woraufhin Hendren eine Partnerschaft mit Frank Woolley formte. Hendren erreichte 28 Runs und Woolley schied kurz darauf nach einem Fifty über 52 Runs aus. In der Folge erreichte Johnny Douglas noch 21 Runs, jedoch fiel kurz darauf das letzte Wicket bei einem Rückstand von 77 Runs nach dem ersten Innings. Beste australische Bowler waren Jack Gregory mit 3 Wickets für 56 Runs und Arthur Mailey mit 3 Wickets für 95 Runs. Für Australien bildeten in ihrem zweiten Innings die Eröffnungs-Batter Herbie Collins und Warren Bardsley erneut eine Partnerschaft und beendeten den Tag beim Stand von 46/0. Nach einem Ruhetag schied Bardsley am dritten Spieltag nach einem Fifty über 57 Runs aus und wurde durch Charles Macartney ersetzt. Collins konnte daraufhin ein Century über 104 Runs aus 278 Bällen erreichen und Macartney schied kurz darauf nach einem ein Fifty über 69 Runs aus. Ihnen folgten Johnny Taylor und Nip Pellew. Pellew gelangen 16 Runs und wurde durch Charles Kelleway ersetzt. Taylor erzielte ein fifty über 51 Runs, woraufhin der Tag beim Stand von 332/5 endete. Am vierten Spieltag kam Warwick Armstrong ins Spiel. Kelleway konnte ein Fifty über 78 Runs erzielen und Warwick bildete eine weitere Partnerschaft mit Bert Oldfield. Warwick gelang daraufhin ein Century über 158 Runs aus 209 Bällen, bevor Oldfield kurz darauf das letzte Wicket des innings nach 16 Runs verlor und so die Vorgabe für England auf 659 Runs erhöhte. Bester englischer Bowler war Ciss Parkin mit 3 Wickets für 102 Runs. Für England formte der Eröffnungs-Batter Jack Hobbs zusammen mit dem dritten Schlagmann J. W. Hearne eine Partnerschaft und beendeten den tag beim Stand von 47/1. Am vierten Spieltag gelang Hobbs ein Fifty über 59 Runs, und er wurde durch Patsy Hendren ersetzt. Hearne konnte ebenfalls ein Fifty über 57 Runs erreichen und der ihm folgende Frank Woolley 16 Runs. Als Wilfred Rhodes aufs Spielfeld kam, schied Hendren nach einem Fifty über 56 Runs aus und wurde durch Bill Hitch ersetzt, dem 19 Runs gelangen. Rhodes verlor sein Wicket nach 45 Runs und kurz darauf endete das Spiel mit einer deutlichen Niederlage für England. Beste australische Bowler mit jeweils drei Wickets waren Charles Kelleway (für 45 Runs), Jack Gregory (für 70 Runs) und Arthur Mailey (für 105 Runs).

### Zweiter Test in Melbourne
| 31. Dezember – 4. Januar Scorecard | Melbourne | Australien 499 (137.3)                           | – | England 251 (87.3) & 157 (67.2) (f/o) |
|                                    |           | Australien gewinnt mit einem Innings und 91 Runs |   |                                       |

Australien gewann den Münzwurf und entschied sich als Schlagmannschaft zu beginnen. Für sie begannen die Eröffnungs-Batter Herbie Collins und Warren Bardsley. Collins gelang ein Fifty über 64 Runs und Bardsley schied kurz darauf ebenfalls nach einem Fifty über 51 Runs aus. Daraufhin formten Johnny Taylor und Warwick Armstrong eine weitere Partnerschaft. Warwick gelangen 39 Runs und nachdem Nip Pellew aufs Feld gekommen war, schied Taylor nach 68 Runs aus. Diesem folgte Jack Ryder aufs Feld und der Tag endete beim Stand von 282/6. Am zweiten Tag schied Ryder nach 13 Runs aus und Jack Gregory kam aufs Feld. Pellew erzielte ein Century über 116 Runs aus 186 Bällen und wurde gefolgt durch Bert Oldfield. Gregory konnte daraufhin ebenfalls ein Century über 100 Runs aus 115 Bällen erreichen und Oldfield verlor das letzte Wicket des Innings nach 24 Runs. Bester englischer Bowler war Harry Howell mit 3 Wickets für 142 Runs. Für England bildete Eröffnungs-Batter Jack Hobbs und der vierte Schlagmann Patsy Hendren eine partnerschaft und beendeten den tag beim Stand von 93/2. Nach einem Ruhetag schied Hendren nach einem Fifty über 67 Runs aus und als Johnny Douglas aufs Feld kam, verlor auch Hobbs nach einem Century über 122 Runs aus 218 Bällen sein Wicket. Douglas formte mit Bert Strudwick eine weitere Partnerschaft, bevor er nach 15 Runs ausschied. Studwick erzielte bis zum Ende des Innings 21* Runs und verkürzte so den Rückstand auf 248, was Australien dennoch erlaubte das Follow-on einzufordern. Bester australischer Bowler war Jack Gregory mit 7 Wickets für 69 Runs. In ihrem zweiten Innings bildeten die Eröffnungs-Batter Jack Hobbs und Wilfred Rhodes eine Partnerschaft. Hobbs gelangen 20 Runs und Rhodes 28 weitere. Nachdem Frank Woolley aufs Feld kam ins Spiel gekommen war, endete der Tag beim Stand von 76/5. Woolley bildete mit Bert Strudwick am vierten tag eine weitere Partnerschaft. Strudwick konnte 24 Runs erzielen und Woolley gelang ein Fifty über 50 Runs. Kurz darauf fiel das letzte Wicket des Innings und England hatte nicht genug Runs erzielt, um Australien erneut an den Schlag zu bringen. Bester australischer Bowler war Warwick Armstrong mit 4 Wickets für 26 Runs.

### Dritter Test in Adelaide
| 14. – 20. Januar Scorecard | Adelaide | Australien 354 (108) & 582 (185.5) | – | England 447 (132.1) & 370 (106.2) |
|                            |          | Australien gewinnt mit 119 Runs    |   |                                   |

Australien gewann den Münzwurf und entschied sich als Schlagmannschaft zu beginnen. für sie formten die Eröffnungs-Batter Herbie Collins und Warren Bardsley eine Partnerschaft. Bardsley schied nach 14 Runs aus und der ihm folgende Warwick Armstrong erreichte 11 Runs, Nip Pellow 35 Runs und Jack Gregory 10 Runs. Nachdem Jack Ryder ins Spiel gekommen war, verlor Collins sein Wicket nach einem Century über 162 Runs aus 274 Bällen. Daraufhin kam Bert Oldfield aufs Feld und er Tag endete beim Stand von 313/7. Am zweiten Tag schied Ryder nach 44 Runs aus und Oldfield verlor das letzte Wicket des Innings nach einem Fifty über 50 Runs. Bester englischer Bowler war Ciss Parkin mit 5 Wickets für 60 Runs. Für England bildeten die Eröffnungs-Batter Jack Hobbs und Wilfred Rhodes eine Partnerschaft. Rhodes erreichte 16 Runs und wurde durch Harry Makepeace gefolgt. Hobbs schied nach 18 Runs aus und nachdem Patsy Hendren 36 Runs erzielt hatte, folgte ihm Frank Woolley. Makepeace gelangen daraufhin ein Fifty über 60 Runs. Ihm folgte Jack Russell der zusammen mit Woolley den Tag beim Stand von 233/4 beendete. Nach einem Ruhetag schied Woolley am dritten Spieltag nach einem Fifty über 79 Runs aus. Ihm folgte Johnny Douglas der ebenfalls ein Fifty über 60 Run erreichte und Ciss Parkin mit 12 Runs. Russell beendete das Innings ungeschlagen mit einem Century über 135 Runs aus 236 Bällen, womit er den Vorsprung nach dem ersten Innings auf 93 Runs erhöhte. Bester australischer Bowler war Arthur Mailey mit 5 Wickets für 160 Runs. Für Australien begannen Herbie Collins und Warren Bardsley. Bardsley schied nach 16 Runs aus und wurde durch Charles Kelleway ersetzt. Collins gelangen 24 Runs und der Tag endete beim Stand von 71/3. Am vierten Spieltag kam Warwick Armstrong ins Spiel, dem ein Century über 121 Runs aus 227 Bällen gelang. Johnny Taylor erreichte daraufhin 38 Runs und nachdem Nip Pellew ins Spiel gekommen war, endete der Tag beim Stand von 364/5. Am fünften Spieltag schied Kelleway nach einem Century über 147 Runs aus 404 Bällen aus und wurde durch Jack Gregory ersetzt. Pellew verlor sein Wicket nach einem Century über 104 Runs aus 135 Bällen und der hineinkommende Bert Oldfield erreichte 10 und Arthur Mailey 13 Runs. Gregory beendete das Innings ungeschlagen mit einem Fifty über 78* Runs und setzte so die Vorgabe für England auf 490 Runs fest. Bester englischer Bowler war Harry Howell mit 4 Wickets für 115 Runs. Für England bildete Jack Hobbs zusammen mit Harry Makepeace eine erste Partnerschaft, woraufhin der tag beim Stand von 66/1 endete. Am sechsten Spieltag schied Harry Makepeace nach 30 Runs aus und nachdem Patsy Hendren ins Spiel gekommen war, verlor auch Hobbs nach einem Century über 123 Runs aus 155 Bällen sein Wicket. Daraufhin kam Jack Russell aufs Feld und Hendren schied nach einem Fifty über 51 Runs aus. Ihm folgte Johnny Douglas und Russell erreichte 59 Runs. Als sich Percy Fender etablierte verlor Douglas sein Wicket nach 32 Runs und dem ihm folgenden Ciss Parkin gelangen 17 Runs. Fender verlor nach 42 Runs das letzte Wicket des Spiels, womit England die Vorgabe verpasste.

### Vierter Test in Melbourne
| 11. – 16. Februar Scorecard | Melbourne | England 284 (99.2) & 315 (117)   | – | Australien 389 (112.1) & 211-2 (64.2) |
|                             |           | Australien gewinnt mit 8 Wickets |   |                                       |

England gewann den Münzwurf und entschied sich als Schlagmannschaft zu beginnen. Für sie bildeten die Eröffnungs-Batter Jack Hobbs und Wilfred Rhodes eine Partnerschaft. Rhodes gelangen 11 Runs, woraufhin Harry Makepeace aufs Feld kam. Nachdem Hobbs nach 27 Runs ausgeschieden war, erzielte Patsy Hendren 30 und Frank Woolley 29 Runs. Daraufhin kam Johnny Douglas ins Spiel und als Makepeace nach einem Century über 117 Runs aus 260 Bällen, woraufhin der Tag beim Stand von 270/6 endete. Am zweiten Tag schied Douglas nach einem Fifty über 50 Runs aus und Ciss Parkin verlor das letzte Wicket des Innings nach 10 Runs. Beste australische Bowler waren Arthur Mailey mit 4 Wickets für 115 Runs und Charles Kelleway mit 3 Wickets für 37 Runs. Für Australien formten Herbie Collins und Warren Bardsley die Eröffnungs-Partnerschaft. Bardsley erreichte ein Fifty über 56 Runs und Collins schied kurz darauf ebenfalls nach einem Fifty über 59 Run aus. Ihnen folgten Jack Gregory und Nip Pellew. Pellew schied nach 12 Runs aus und wurde gefolgt durch Warwick Armstrong, woraufhin der tag beim Stand von 267/5 endete. Nach einem Ruhetag verlor Gregory nach einem Fifty über 88 Runs sein Wicket. An der Seite von Armstrong konnte Charles Kelleway 27 Runs und Arthur Mailey 13 Run erzielen. Armstrong beendete das Innings ungeschlagen mit einem Century über 123 Runs aus 210 Bällen nd erhöhte so den Vorsprung nach dem ersten Innings auf England aus 105 Runs. Für England begannen erneut Jack Hobbs und Wilfred Rhodes. Hobbs konnte 13 Runs erzielen, woraufhin Harry Makepeace ins Spiel kam und der Tag beim Stand von 123/1 endete. Am vierten Spieltag schied Makepeace nach einem Fifty bei 54 Runs aus. Daraufhin folgte ihm Patsy Hendren und als Rhodes nach einem Fifty über 73 Runs ausschied, verlor auch Hendren sein Wicket nach 32 Runs. Johnny Douglas und Percy Fender formten eine weitere Partnerschaft, wobei Douglas 60 und Fender 59 Runs erreichte. Kurz darauf endete das Innings mit einer Vorgabe von 211 Runs für Australien. Bester australischer Bowler war erneut Arthur Mailey mit 9 Wickets für 121 Runs. Für Australien bildeten die Eröffnungs-Batter Herbie Collins und Warren Bardsley eine Partnerschaft. Collins gelangen 32 Runs und Bardsley 38 Runs, bevor Jack Ryder und jack Gregory den Tag beim Stand von 92/2 beendeten. Am fünften Spieltag konnten dann Ryder und Gregory die Vorgabe einholen. Gregory erzielte dabei ein Fifty über 76* Runs und Ryder ein ebensolches über 52* Runs. Das englische Wicket erzielte Ciss Parkin.

### Fünfter Test in Sydney
| 25. Februar – 1. März Scorecard | Sydney | England 204 (70.1) & 280 (101.2) | – | Australien 392 (91.3) & 93-1 (34.2) |
|                                 |        | Australien gewinnt mit 9 Wickets |   |                                     |

England gewann den Münzwurf und entschied sich als Schlagmannschaft zu beginnen. Für sie begannen die Eröffnungs-Batter Jack Hobbs und Wilfred Rhodes. Rhodes schied nach 26 Runs aus und Hobbs nach 40 weiteren. Daraufhin bildeten Frank Woolley und Jack Russell eine Partnerschaft. Russell gelangen 19 Runs, woraufhin Johnny Douglas ins Spiel kam. Woolley verlor sein Wicket nach einem Fifty über 53 Runs, während Douglas das Innings ungeschlagen nach 32* Runs beendete. Beste australische Bowler waren Charles Kelleway mit 4 Wickets für 27 Runs und Jack Gregory mit 3 Wickets für 42 Runs. Australien verlor früh zwei Wickets, woraufhin Charles Macartney und Johnny Taylor eine Partnerschaft formten und den Tag beim Stand von 70/2 beendeten. Am zweiten Tag schied Taylor nach 32 Runs aus und der ihm folgende Jack Gregory konnte ein Fifty über 93 Runs erzielen. Als Charles Kelleway aufs Feld kam, verlor Macartney sein Wicket nach einem Century über 170 Runs aus 227 Bällen. Gefolgt durch Sammy Carter, Kelleway schied nach 32 Runs aus, bevor kurz darauf auch Carter nach 17 Runs sein Wicket verlor. Kurze Zeit später endete das Innings mit einem Vorsprung von 188 Runs. Bester englischer Bowler war Percy Fender mit 5 Wickets für 90 Runs. Für England begann Eröffnungs-Batter Wilfred Rhodes der den Tag beim Stand von 24/2 beendete. Nach einem Ruhetag kam Jack Hobbs ins Spiel der 34 Runs erreichte. Rhodes schied nach 25 Runs aus und der hineinkommende Patsy Hendren erreichte 13 Runs. Daraufhin formte Johnny Douglas mit Jack Russell eine Partnerschaft. Russell konnte 35 Runs erzielen und Percy Fender gelangen 40 Runs, bevor auch Douglas nach einem Fifty über 68 Runs erreichte. Ciss Parkin verlor dann das letzte Wicket des Innings nach 36 Runs und setzte Australien damit eine Vorgabe von 93 Runs. Bester australischer Bowler war Arthur Mailey mit 5 Wickets für 119 Runs. Für Australien bildeten die Eröffnungs-Batter Herbie Collins und Warren Bardsley eine Partnerschaft und beendeten den Tag beim Stand von 25/0. Am vierten Spieltag schied Collins nach 37 Runs aus und kurz darauf konnte Bardsley nach 50* Runs die Vorgabe einholen. Das englische Wicket erzielte Rockley Wilson.

## Statistiken
Die folgenden Cricketstatistiken wurden bei dieser Tour erzielt.
| Tests             | Tests      | Tests   | Tests   | Tests   | Tests   | Tests   | Tests   | Tests   |
| Batting           | Batting    | Batting | Batting | Batting | Batting | Batting | Batting | Batting |
| Spieler           | Mannschaft | Spiele  | Innings | Runs    | Average | HS      | 100s    | 50s     |
| ----------------- | ---------- | ------- | ------- | ------- | ------- | ------- | ------- | ------- |
| Herbie Collins    | Australien | 5       | 9       | 557     | 61,88   | 162     | 2       | 3       |
| Jack Hobbs        | England    | 5       | 10      | 505     | 50,50   | 123     | 2       | 1       |
| Warwick Armstrong | Australien | 5       | 7       | 464     | 77,33   | 158     | 3       | 0       |
| Jack Gregory      | Australien | 5       | 8       | 442     | 73,66   | 100     | 1       | 4       |
| Johnny Douglas    | England    | 5       | 10      | 354     | 39,33   | 68      | 0       | 4       |
| Bowling           |            |         |         |         |         |         |         |         |
| Spieler           | Mannschaft | Spiele  | Overs   | Wickets | Average | BBI     | 5W      | 10W     |
| Arthur Mailey     | Australien | 5       | 244.1   | 36      | 26,27   | 9/121   | 4       | 2       |
| Jack Gregory      | Australien | 5       | 208.2   | 23      | 24,17   | 7/69    | 1       | 0       |
| Ciss Parkin       | England    | 5       | 211.2   | 16      | 41,87   | 5/60    | 1       | 0       |
| Charles Kelleway  | Australien | 5       | 146.5   | 15      | 21,00   | 4/27    | 0       | 0       |
| Percy Fender      | England    | 3       | 100.2   | 12      | 34,16   | 5/90    | 2       | 0       |